# Bernice (Oklahoma)
Bernice – miasto w Stanach Zjednoczonych, w stanie Oklahoma, w hrabstwie Delaware.